# Sostrata adamantinus
Sostrata adamantinus is een vlinder uit de familie van de dikkopjes (Hesperiidae). De wetenschappelijke naam van de soort is voor het eerst gepubliceerd in 1897 door Paul Mabille.
De soort komt voor in Bolivia.